# Ricardo Pepi
Ricardo Daniel Pepi (El Paso, 9 de janeiro de 2003) é um futebolista norte-americano que atua como centroavante. Atualmente defende o PSV Eindhoven.

## Carreira
Criado nas proximidades de San Elizario, Pepi cruzava frequentemente a fronteira com Ciudad Juárez para visitar sua família (o atacante é descendente de mexicanos). Ele deu seus primeiros passos no futebol aos 4 anos, jogando campeonatos recreativos na região de El Paso. Em 2016, aos 13 anos, ingressou nas categorias de base do FC Dallas.
Sua carreira profissional foi com a camisa do North Texas (time reserva do FC Dallas), tornando-se o primeiro jogador contratado pela equipe. O primeiro jogo do atacante foi em março de 2019, contra o Chattanooga Red Wolves pela USL League One, fazendo um hat-trick que deu a vitória por 3 a 2. Em junho, foi promovido ao time principal do FC Dallas, disputando sua primeira partida contra o Oklahoma City Energy, pela Lamar Hunt U.S. Open Cup, que terminou com vitória dos texanos por 4 a 0, tornando-se o jogador mais jovem a defender a equipe. Seguiu jogando pelo North Texas até 2020, tendo participado de 14 jogos e feito 11 gols no total, antes de ser integrado em definitivo pelo FC Dallas, onde venceu a MLS All-Star e tendo feito 13 gols na temporada 2021, sendo comparado ao norueguês Erling Haaland.

## Carreira internacional
Descendente de mexicanos, Pepi atuou na seleção Sub-17 dos Estados Unidos entre 2018 e 2019, tendo jogado 2 partidas pela Copa do Mundo da categoria. Chegou a ser sondado para representar o México, mas o atacante sempre mostrou interesse em jogar por seu país natal.
A estreia no time principal dos Yankees foi contra Honduras, em setembro de 2021, já como titular e dando 3 passes para Antonee Robinson, Brenden Aaronson e Sebastian Lletget (este, aproveitando um rebote de uma finalização do atacante), além de ter feito o gol da virada sobre os Catrachos. Pepi ainda faria outros 2 gols na vitória sobre a Jamaica, um mês depois.

## Títulos
Estados Unidos
- Liga das Nações da CONCACAF: 2022–23 e 2023–24

North Texas
- USL League One: 2019

FC Dallas
- MLS All-Star: 2021

PSV Eindhoven
- Supercopa dos Países Baixos: 2023, 2025[13]
- Eredivisie: 2023–24, 2024–25

### Artilharias
- Copa dos Países Baixos de 2024–25: 4 gols[14]